# Kurt Brasack
Kurt Brasack, ook Curt Brasack, (Schönebeck, 6 april 1892 - Hamburg, 28 september 1978) was een Duitse officier en SS-Brigadeführer en Generalmajor in de Waffen-SS tijdens de Tweede Wereldoorlog. Hij voerde voor een korte tijd het commando over de 2. SS-Panzer-Division Das Reich. 

## Leven
Op 6 april 1892 werd Kurt Brasack in Schönebeck geboren. Hij was de zoon van een zakenman. Na zijn schoolgang, werkte hij bij het groothandel Karl Frasdorff. Op 1 oktober 1913 meldde hij zich als Einjährig-Freiwilliger aan in het Pruisische leger. Hij werd geplaatst bij het 2./Magdeburgisches Fuss Art Rgt "Encke" Nr 4.

### Eerste Wereldoorlog
Op 1 mei 1914 werd Brasack bevorderd tot Gefreiter der Reserve. Hij bleef bij het 2./Magdeburgisches Fuss Art Rgt "Encke" Nr 4 tot 11 januari 1916. Er volgden nog verschillende bevorderingen tot Unteroffizier der Reserve en Vizefeldwebel der Reserve. Hierna werkte hij als ordonnansofficier in het 1. Oberschlesiches Feld Art Rgt "von Clausewitz" Nr 21, bij deze eenheid volgde op 11 januari 1916 ook zijn bevordering  tot Leutnant der Reserve. In 1917 werd Brasack overgeplaatst naar 1. Nassauisches Feld Art Rgt "Oranien" Nr 27, waar hij als commandant van een batterij ingezet werd. Voor het einde van de Eerste Wereldoorlog volgde nog zijn inzet als adjudant in het 1. Pommerschen Feld Art Rgt "von Hindersin" Nr 2. Op 30 november 1918 volgde zijn demobilisatie.

### Interbellum
Van 1919 tot 1933 werkte hij als verkoper in zijn vaders bedrijf. Brasack was een van de deelnemers aan de Bierkellerputsch. Op 21 januari 1921 trouwde hij met Ilse Friebe. Het echtpaar kreeg een dochter en een zoon. Van 1 mei 1920 tot 30 juni 1930 was Brasack lid van de Stahlhelm. Hierna volgde zijn lidmaatschap van de NSDAP. Op 1 maart 1931 werd Brasack ook lid van de Schutzstaffel en werd hij als SS-Mann ingeschaald, en geplaatst bij het II./21. SS-Standarte. Op 4 augustus 1931 werd Brasack bevorderd tot SS-Truppführer (sergeant), waarna hij als Verwaltungsoffizier  (officier militaire administratie) in het II./21. SS-Standarte ingezet werd. Hij werd op 18 oktober 1931 bevorderd tot SS-Sturmführer (tweede luitenant). Na zijn bevordering tot officier, werd hij benoemd tot chef van het II./21. SS-Standarte. In die periode van het commando voeren over het II./21. SS-Standarte, werd hij op 7 maart 1932 bevorderd tot SS-Sturmhauptführer (kapitein). Hierna volgde zijn bevordering op 20 april 1933 tot SS-Sturmbannführer (majoor). In hetzelfde jaar werd Brasack bevorderd tot SS-Obersturmbannführer (luitenant-kolonel). Hierop werd hij naar de 4. SS-Standarte gecommandeerd. Hij diende tot 26 februari 1934 in deze functie. Brasack werd benoemd tot chef van de Reservesturmbann/21. SS-Standarte, waarna zijn benoeming tot commandant van de 91. SS-Standarte volgde. Op 9 september 1934 werd hij bevorderd tot SS-Standartenführer (kolonel). Na zijn bevordering werd Brasack voor een periode ingezet in het III./Art Rgt 14. Op 31 december 1936 volgde zijn benoeming tot commandant van de SS-Abschnitt XI. Van 22 september 1937 tot 8 mei 1945 was Brasack ook commandant van de SS-Abschnitt XXX. Hierna volgde op 30 januari 1938 zijn bevordering tot SS-Oberführer.
Van 1936 en 1938 trainde hij met de Heer als Leutnant der Reserve, met de 14e en 51e artillerieregimenten. Brasack kreeg opleiding van de afdeling A aan de artillerieschool in Jüterbog. Hij werd geplaatst bij een artillerieregiment van het 11. Armeekorps  (11e Legerkorps). Op 1 december 1938 werd Brasack bevorderd tot Oberleutnant der Reserve.

### Tweede Wereldoorlog
Op 1 december 1939 ging hij over naar de Waffen-SS, en werd toegewezen aan de "Totenkopf" Division. Tegelijk werd hij bevorderd tot SS-Obersturmbannführer der Reserve. Brasack kreeg ook meteen het commando over het I./SS-Totenkopf Art Rgt. Na een opleiding voor commandanten van militaire eenheden in Jüterbog bleef hij toegewezen aan "Totenkopf". Op 1 april 1941 werd Brasack benoemd tot commandant van de I. Abteilung van het SS-Panzer-Artillerie-Regiment 5. Hierna volgde zijn benoeming tot commandant van de IV. Abteilung van het SS-Panzer-Artillerie-Regiment 5. Vanaf 10 januari 1942 tot 18 maart 1943 was Brasack regimentscommandeur van het SS-Panzer-Artillerie-Regiment 5. Kort hierna volgde op 30 januari 1942 zijn bevordering tot SS-Standartenführer der Reserve (W-SS). Zijn volgde functie was als Arko 102 in het SS-Generalkommando. Na het gewond raken van de commandant van de 2. SS-Panzer-Division Das Reich SS-Oberführer Herbert-Ernst Vahl, volgde Brasack hem voor een korte tijd op. Hij werd weer afgelost door de SS-Gruppenführer en Generalleutnant in de Waffen-SS Walter Krüger. Daarna kreeg Brasack bevordering op 30 april 1943 tot SS-Oberführer der Reserve (W-SS). Van 3 april 1943 tot 29 juni 1943 zat Brasack in de reserve. Na zijn tijd in de reserve, werd hij benoemd tot commandant van het Nachschubkommandantur der Waffen-SS und Polizei Ostland (vrije vertaling: bevoorradingsbureau van de Waffen-SS en politie Ostland). In november 1943 keerde hij terug aan het front als commandant van het artillerie regiment in de 4.SS Freiwilligen-Panzergrenadier-Brigade Nederland. Hierna werd Brasack als SS Arko 107 ingezet in het VII SS Pantserkorps, ook toen het in het IV SS Pantserkorps opgenomen werd. Op 18 oktober 1944 raakte hij gewond. Na zijn herstel werd hij op 30 januari 1945 bevorderd tot SS-Brigadeführer en Generalmajor in de Waffen-SS.
Brasack werd in de buurt van Radstadt, Oostenrijk door de Amerikanen krijgsgevangen gemaakt, waaruit hij in februari 1949 weer werd vrijgelaten. Hierna werkte hij als handelaar.

## Na de oorlog
Over het verdere verloop van zijn leven is niets bekend. Op 28 september 1978 overleed hij in Hamburg.

## Carrière
Brasack bekleedde verschillende rangen in zowel de Allgemeine-SS als Waffen-SS. De volgende tabel laat zien dat de bevorderingen niet synchroon liepen.
| Datums                                             | Pruisische leger          | Allgemeine-SS          | Heer                     | Waffen-SS                                        |
| -------------------------------------------------- | ------------------------- | ---------------------- | ------------------------ | ------------------------------------------------ |
| 1 oktober 1913                                     | Einjährig-Freiwilliger    | —                      | —                        | —                                                |
| 1 mei 1914                                         | Gefreiter der Reserve     | —                      | —                        | —                                                |
| 1 juni 1914                                        | Unteroffizier der Reserve | —                      | —                        | —                                                |
| 27 januari 1915                                    | Vizefeldwebel der Reserve | —                      | —                        | —                                                |
| 11 januari 1916                                    | Leutnant der Reserve      | —                      | —                        | —                                                |
| 1 maart 1931                                       | —                         | SS-Mann                | —                        | —                                                |
| 4 augustus 1931                                    | —                         | SS-Truppführer         | —                        | —                                                |
| 18 oktober 1931                                    | —                         | SS-Sturmführer         | —                        | —                                                |
| 7 maart 1932                                       | —                         | SS-Sturmhauptführer    | —                        | —                                                |
| 20 april 1933                                      | —                         | SS-Sturmbannführer     | —                        | —                                                |
| 9 november 1933                                    | —                         | SS-Obersturmbannführer | —                        | —                                                |
| 9 september 1934                                   | —                         | SS-Standartenführer    | —                        | —                                                |
| 1936 - 15 april 1937 (met RDA van 8 december 1919) | —                         | —                      | Leutnant der Reserve     | —                                                |
| 30 januari 1938                                    | —                         | SS-Oberführer          | —                        | —                                                |
| 1 december 1938                                    | —                         | —                      | Oberleutnant der Reserve | —                                                |
| 1 december 1939                                    | —                         | —                      | —                        | SS-Obersturmbannführer der Reserve (W-SS)        |
| 30 januari 1942                                    | —                         | —                      | —                        | SS-Standartenführer der Reserve (W-SS)           |
| 30 april 1943 (met ingang van 20 april 1943)       | —                         | —                      | —                        | SS-Oberführer der Reserve (W-SS)                 |
| 30 januari 1945                                    | —                         | —                      | —                        | SS-Brigadeführer en Generalmajor in de Waffen-SS |

## Lidmaatschapsnummers
- NSDAP-nr.: 267498[14] (lid geworden 1 juli 1930[2][4][13][1])
- SS-nr.: 8216[14] (lid geworden 1 maart 1931[2][4][13][1])

## Onderscheidingen
Selectie:
- Duitse Kruis in goud op 19 oktober 1944 als SS-Oberführer en Arko IV SS Pantserkorps[2][9][13][16][3]
- IJzeren Kruis 1914, 1e Klasse[2][4][13][3] en 2e Klasse[2][4][13][3]
- Herhalingsgesp bij IJzeren Kruis 1939, 1e Klasse[13][16] (22 juni 1940[2][3]) en 2e Klasse[13][16] (27 mei 1940[2][3])
- Insigne van de SA bijeenkomst bij Brunswijk 1931[5]
- Erekruis voor Frontstrijders in de Wereldoorlog[2][3]
- Julleuchter der SS op 16 december 1935[2][3]
- Magyar Vitézségi Érem in brons[2][4][5]
- Herinneringsmedaille van de Eerste Wereldoorlog (Hongarije) met Zwaarden[2][3]